# طوطی بال‌آذرین
طوطی بال‌آذرین یا طوطی بال‌آتشین (نام علمی: Pyrrhura devillei)، که معمولاً در میان پرورش پرندگان به عنوان کونور بال‌آتشین شناخته شده است، یک گونه طوطی است که در جنگل‌های پانتانال منطقه برزیل، بولیوی و پاراگوئه یافت می‌شود. به‌طور محلی نسبتاً رایج است، اما به دلیل تخریب گسترده زیستگاه در محدوده نسبتاً کوچک خود آسیب دیده است، و بنابراین توسط انجمن جهانی پرندگان در سال ۲۰۰۹ در فهرست نزدیک تهدید قرار گرفت. نمونه تایپ آن با برچسب بولیوی است، اما به دلیل تغییر مرزها اکنون تصور می‌شود که از پاراگوئه باشد. این طوطی اغلب به عنوان زیرگونهای از طوطی شکم‌عنابی بر اساس دورگه‌های آشکاری که از پاراگوئه در نظر گرفته شده است، اما - تا آنجا که شناخته شده است - این دو به‌طور کلی یکپارچگی خود را حفظ می‌کنند و منابع اخیر دربارهٔ اینکه آیا آنها را به عنوان یک گونه یا دو گونه باید در نظر گرفت تردید دارند. آنها شبیه یکدیگر هستند، اما طوطی بال‌آذرین تاجی تیره و «شانه» و پوشپرهای زیربال قرمز دارد.